# Tina Theune-Meyer
Tina Theune-Meyer est une entraîneuse de football allemande née le 4 novembre 1953 à Clèves. Elle a été entraîneuse de l'équipe d'Allemagne féminine de 1996 à 2005.

## Carrière
De 1974 à 1986 Tina joue à Grün-Weiß Brauweiler. 
Ensuite elle passe ses diplômes d'entraîneuse et devient l'assistante de l'entraîneur de l'équipe d'Allemagne féminine. Le 1er août 1996 vient la consécration puisqu'elle succède à Gero Bisanz au poste d'entraîneur principal de cette même équipe.
Au total elle remporte 6 Championnats d'Europe (3 en tant qu'assistante de Gero Bisanz) et elle mène l'Allemagne à la victoire finale lors de la Coupe du monde 2003.
À l'issue des Championnats d'Europe 2005 Tina laisse sa place à Silvia Neid.

## Palmarès entraîneuse
- Vainqueur de la Coupe du monde 2003 avec l'Allemagne
- Finaliste de la Coupe du monde 1995 avec l'Allemagne
- Vainqueur du Championnat d'Europe 1989 avec l'Allemagne
- Vainqueur du Championnat d'Europe 1991 avec l'Allemagne
- Vainqueur du Championnat d'Europe 1995 avec l'Allemagne
- Vainqueur du Championnat d'Europe 1997 avec l'Allemagne
- Vainqueur du Championnat d'Europe 2001 avec l'Allemagne
- Vainqueur du Championnat d'Europe 2005 avec l'Allemagne
- Médaille de Bronze aux Jeux olympiques de Sydney en 2000 et aux Jeux olympiques d'Athènes en 2004